# Sunipia minor
Sunipia minor är en orkidéart som först beskrevs av Gunnar Seidenfaden, och fick sitt nu gällande namn av Peter Francis Hunt. Sunipia minor ingår i släktet Sunipia och familjen orkidéer. Inga underarter finns listade i Catalogue of Life.